# Mike Havenaar
Mike Havenaar (jap. ハーフナー・マイク, ur. 20 maja 1987 w Hiroszimie) – japoński piłkarz pochodzenia holenderskiego grający na pozycji napastnika. Od 2017 roku jest zawodnikiem klubu Vissel Kobe. Jest synem Dido Havenaara, byłego piłkarza, bramkarza.

## Kariera klubowa
Karierę piłkarską Havenaar rozpoczął w klubie Consadole Sapporo. Następnie podjął treningi w zespole Yokohama F. Marinos. W 2006 roku awansował do kadry pierwszego zespołu. 15 kwietnia 2006 zadebiutował w J-League w przegranym 3:4 domowym meczu z Gambą Osaka. W Yokohamie grał w sezonach 2006 i 2007.
W 2008 roku Havenaar został wypożyczony do drugoligowej Avispy Fukuoka. Swój debiut w niej zanotował 3 maja 2008 w przegranym 0:4 wyjazdowym spotkaniu z Shonanem Bellmare. W Avispie spędził sezon.
W 2009 roku Havenaar wrócił do Yokohama F. Marinos, ale po rozegraniu 2 meczów został wypożyczony do Saganu Tosu. W Saganie zadebiutował 30 maja 2009 w meczu z Roasso Kumamoto (2:1) i w debiucie zdobył gola. Łącznie w sezonie 2009 zdobył ich 15.
W 2010 roku Havenaar zmienił klub i odszedł do Ventforetu Kōfu. Po raz pierwszy wystąpił w nim 6 marca 2010 w meczu z Avispą Fukuoka (1:3). Na koniec 2010 roku awansował z Ventforetem do pierwszej ligi. W sezonie 2011 z 17 golami został wicekrólem strzelców J-League. W grudniu 2011 został piłkarzem holenderskiego Vitesse Arnhem. W lipcu 2014 podpisał dwuletni kontrakt z Córdoba CF z możliwością przedłużenia o kolejny rok, a w marcu 2015 przeszedł do HJK Helsinki. 11 sierpnia 2015 przeszedł do holenderskiego ADO Den Haag, z którym podpisał 3-letni kontrakt.
| Sezon     | Klub                | Kraj      | Rozgrywki        | Mecze | Bramki |
| --------- | ------------------- | --------- | ---------------- | ----- | ------ |
| 2006      | Yokohama F. Marinos | Japonia   | J-League         | 9     | 0      |
| 2007      | Yokohama F. Marinos | Japonia   | J-League         | 15    | 0      |
| 2008      | Avispa Fukuoka      | Japonia   | J-League         | 26    | 7      |
| 2009      | Yokohama F. Marinos | Japonia   | J-League         | 2     | 0      |
| 2009      | Sagan Tosu          | Japonia   | J-League         | 33    | 15     |
| 2010      | Ventforet Kōfu      | Japonia   | J-League         | 31    | 20     |
| 2011      | Ventforet Kōfu      | Japonia   | J-League         | 32    | 17     |
| 2011/2012 | SBV Vitesse         | Holandia  | Eredivisie       | 15    | 5      |
| 2012/2013 | SBV Vitesse         | Holandia  | Eredivisie       | 31    | 11     |
| 2013/2014 | SBV Vitesse         | Holandia  | Eredivisie       | 32    | 10     |
| 2014/2015 | Córdoba CF          | Hiszpania | Primera División | 5     | 0      |
| 2015      | HJK Helsinki        | Finlandia | Veikkausliiga    | 20    | 4      |
| 2015/2016 | ADO Den Haag        | Holandia  | Eredivisie       | 31    | 16     |
| 2016/2017 | ADO Den Haag        | Holandia  | Eredivisie       | 28    | 9      |
| 2017      | Vissel Kobe         | Japonia   | J-League         | 9     | 2      |
| 2018      | Vissel Kobe         | Japonia   | J-League         |       |        |

## Kariera reprezentacyjna
W 2007 roku Havenaar wystąpił z reprezentacją Japonii U-20 na Mistrzostwach Świata U-20 w Kanadzie. W dorosłej reprezentacji zadebiutował 2 września 2011 w wygranym 1:0 meczu eliminacji do Mistrzostw Świata 2014 z Koreą Północną. 11 października 2011 w spotkaniu tych eliminacji z Tadżykistanem strzelił swoje pierwsze dwa gole w kadrze narodowej.